# Jarosław Kilian
Jarosław Adam Kilian (ur. 16 grudnia 1962 w Warszawie) – polski historyk sztuki, reżyser teatralny, tłumacz, wykładowca akademicki, profesor dr hab. Od 1995 wykłada w Akademii Teatralnej im. Aleksandra Zelwerowicza w Warszawie.

## Życiorys
Syn Adama Kiliana, brat Joanny Kilian Michieletti (ur. 1965), historyka sztuki. Autor ponad 100 widowisk, w tym dramatów klasycznych, romantycznych i współczesnych. Zajmuje się także operą, realizacjami plenerowymi i wystawami w warszawskich muzeach. Tłumacz książek z języka francuskiego i angielskiego.
Pochodzi z rodziny od trzech pokoleń pracującej w teatrze, jest synem Adama Kiliana, scenografa. Absolwent II Liceum Ogólnokształcącego im. Stefana Batorego w Warszawie (matura 1981). Ukończył historię sztuki na Uniwersytecie Warszawskim (1986) i reżyserię w PWST w Warszawie (1990). Odbył staż u Petera Brooka w Wiedniu (1992). Był stypendystą British Council i Departamentu Stanu USA. Doktoryzował się w 2005 roku. W 2015 uzyskał habilitację.
Jest ekspertem Europejskiej Komisji Kultury (program „Culture 2000”) w Brukseli. W latach 1999–2010 był dyrektorem artystycznym Teatru Polskiego w Warszawie. We wrześniu 2016 roku objął dyrekcję Teatru Lalka w Warszawie.
Od 2005 do 2012 roku był dziekanem Wydziału Reżyserii Akademii Teatralnej w Warszawie. Od 2016 ponownie pełni funkcję dziekana. Wykładał również w Collegium Civitas. Od 2022 prowadzi seminaria w Pontificia Università San Tommaso d'Aquino – Angelicum w Rzymie.

## Wybrane realizacje
- Komedia omyłek Szekspira, Teatr Dramatyczny im. Jana Kochanowskiego w Opolu, 1991
- Balladyna Słowackiego, Teatr Powszechny w Warszawie
- Kartoteka Różewicza, Teatr Miejski w Gdyni 1994
- przedstawienia w Teatrze Polskim w Warszawie, m.in. Pastorałka Schillera 1996, Sen nocy letniej Szekspira 1998, Igraszki z diabłem Drdy 1999, Zielona Gęś według Gałczyńskiego 2000, Don Juan Moliera 2001, Przygody Sindbada Żeglarza według Leśmiana, Burza Szekspira 2003, Balladyna Słowackiego 2004, Odyseja według Homera 2005, Jak wam się podoba Szekspira 2007, Zemsta Fredry 2008, Opowieść zimowa Szekspira 2009, autorski spektakl Pinokio według Collodiego 2010
- Czarnoksiężnik z Krainy Oz wg Bauma w Teatrze im. Juliusza Słowackiego w Krakowie, 2011
- Pacjent EGBDF Toma Stopparda i Andrégo Previna w Teatrze im. Juliusza Słowackiego w Krakowie, 2012
- Co krokodyl jada na obiad według Takich sobie bajeczek Rudyarda Kiplinga we Wrocławskim Teatrze Lalek, 2013
- Przygody Sindbada Żeglarza według Leśmiana, musical w Teatrze Muzycznym w Gdyni, 2014
- Jeszcze bardziej Zielona Gęś według Gałczyńskiego w Teatrze Miejskim w Gdyni, 2014
- Cud albo Krakowiaki i Górale opera Jana Stefaniego i Wojciecha Bogusławskiego, Teatr Wielki-Opera Narodowa w Warszawie, 2015
- Pinokio wg Collodiego, Teatr im. Juliusza Słowackiego w Krakowie, 2015
- Podróże Guliwera wg Swifta, Teatr Polski w Warszawie, 2015
- Krzesiwo wg H.Ch. Andersena, Teatr Lalka w Warszawie, 2016 -Grand Prix oraz Nagroda Specjalna „za kultywowanie tradycji teatru lalkowego” na XVI Międzynarodowym Festiwalu Teatrów dla Dzieci w Banja Luce
- Halka St. Moniuszki, Teatr Wielki w Łodzi, 2017
- Mąż i żona A. Fredry, Teatr Polski w Warszawie, 2017
- Jesteśmy na wczasach wg piosenek Wojciecha Młynarskiego, Teatr Miejski w Gdyni, 2017
- Nędza uszczęśliwiona – Naypierwsza oryginalna polska opera M.Kamieńskiego i W. Bogusławskiego, Polska Opera Królewska w Warszawie, 2018
- Ptak Zielonopióry, J. Kiliana, Teatr Lalka w Warszawie, 2019
- Bastien i Bastienne W.A. Mozarta, Polska Opera Królewska w Warszawie, 2019
- Rycerz Gwiazdy Wigilijnej wg H. Górskiej, Teatr Lalka w Warszawie, 2020[7]
- Kim jesteście według Ordo virtutum Hildegardy z Bingen, Teatr Lalka w Warszawie, 2021[8]
- Rinaldo, opera G.F. Haendla, Polska Opera Królewska, Warszawa, 2021[9]
- Boska Komedia wg Dantego, adaptacja J.Mikołajewski, Teatr Lalka w Warszawie, 2021[10]
- Dziecko i czary (L’enfant et les sortilèges), opera M. Ravela, Opera Bałtycka w Gdańsku, 2022 (spektakl dyplomowy studentów Wydziału Wokalno-Aktorskiego Akademii Muzycznej im. Stanisława Moniuszki w Gdańsku)[11][12]
- Job Karola Wojtyły, Pontificia Università San Tommaso d’Aquino – Angelicum, San Domenico,La chiesa dei Santi Domenico e Sisto, Rzym, 2022[13]
- Dziady część II Adama Mickiewicza, Teatr Telewizji TVP, 2023[14]
- George Sand et Frederi Chopin «Ποιητές του Ονείρου», Odeon Herodota Attyka, Ateny, 2024[15]
- Wòlo Bòsko -  opera kaszubska Łukasza Godyli, Teatr Wielki - Opera Narodowa w Warszawie, 2024[16]

## Wybrane przekłady
- Przygody Tintina
- Przygody Asteriksa
- seria Strrraszna historia (Terry’ego Deary).

## Ordery i odznaczenia
- Krzyż Kawalerski Orderu Odrodzenia Polski (2023)[17]
- Srebrny Krzyż Zasługi (2003)[18]
- Odznaka „Zasłużony Działacz Kultury” (1996)[19]

## Nagrody
- Nagroda im. Bohdana Korzeniewskiego (1995)[2]
- ATEST - Świadectwo Najwyższej Jakości w dziedzinie teatru dla dzieci i młodzieży za przedstawienie Pastorałka Leona Schillera w Teatrze Polskim w Warszawie (1997)
- ATEST - Świadectwo Najwyższej Jakości i Poziomu Artystycznego dla przedstawienia Kłopoty Kacperka, góreckiego skrzata w Teatrze Lalka w Warszawie (1999)
- ATEST - Świadectwo Najwyższej Jakości i Poziomu Artystycznego dla przedstawienia Pinokio w Teatrze Polskim w Warszawie (2011)
- Nagroda w 4. Plebiscycie Publiczności Teatru im. Juliusza Słowackiego w kategorii najlepszy reżyser za przedstawienie Czarnoksiężnik z krainy Oz (2012)
- Literacka Nagroda im. Leopolda Staffa w kategorii „wydarzenie artystyczne” za autorskie przedstawienie Ptak zielonopióry w Teatrze Lalka w Warszawie (2019)[20]
- Nagroda na 45. Opolskich Konfrontacjach Teatralnych „Klasyka żywa” za „cud w teatrze” za inscenizację Baśni o pięknej Parysadzie i Ptaku Bulbulezarze wg Leśmiana (2021)[20]
- Nagroda ZAiKS-u za całokształt twórczości dla dzieci (2023)[21]

Źródło:.